# TT77

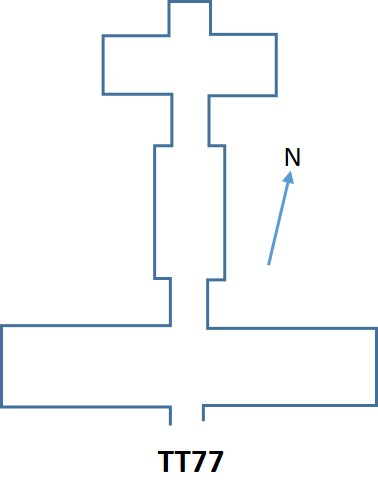
Pan der Grabkapelle

Das Grab TT77 (Theban Tomb – Thebanisches Grab Nummer 77) befindet sich in Theben-West bei dem modernen Ort Luxor in Ägypten in dem Nekropolenteil, der heute Scheich Abd el-Qurna genannt wird. Die Grabanlage gehört dem Vorsteher der Arbeiten im Tempel des Amun Ptahemhat, der unter Thutmosis IV. lebte und amtierte.
Das Grab ist schon seit dem Beginn des 19. Jahrhunderts bekannt. 1837 veröffentlichte John Gardner Wilkinson die Kopie einer Bankettszene. 1847 publizierte Émile Prisse d’Avesnes dieselbe Szene mit einem weiteren Register. Jean-François Champollion kopierte einige Inschriften und bemerkte, dass das Grab sehr zerstört sei. Karl Richard Lepsius kopierte weitere Inschriften. Im 20. Jahrhundert kamen weitere Besucher, die Szenen zeichneten oder fotografierten.
Der Grabinhaber war ein gewisser Ptahemhat. Er trug diverse Titel und war Kind des Harems und Vorsteher der Arbeiten im Tempel des Amun, aber auch Feldervorsteher des Amun und Fächerträger. Die Gemahlin des Ptahemhat war eine gewisse Meryt. Ein Bruder mit dem Namen Nebsen wird auch im Grab genannt.
Die Dekoration der Grabkapelle ist nie vollendet worden. Kurz nach dem Tod des Ptahemhat usurpierte der Hauptvorsteher der Bildhauer des Herrn der beiden Länder, Roy, Teile der Grabdekoration und ließ dort seinen Namen anbringen.
Wie schon angedeutet war das Grab schon am Beginn des 19. Jahrhunderts nicht gut erhalten. Die in den Felsen gehauene Grabkapelle wird von Süden betreten. Man gelangt in eine Querhalle. Es folgt im Norden, genau gegenüber vom Eingang, eine Längshalle und dann wieder eine kleinere Querhalle mit einer Nische im Norden. Die Dekoration der Kapelle ist gemalt. Die erhaltenen Szenen zeigen diverse Bankette. Eine Szene zeigt König Thutmosis IV. unter einem Baldachin sitzend. Es gibt auch eine Darstellung der Göttin Renenutet.